# Pasir Panjang (Salem)
Pasir Panjang is een bestuurslaag in het regentschap Brebes van de provincie Midden-Java, Indonesië. Pasir Panjang telt 3403 inwoners (volkstelling 2010).